# Фридли, Симон
Симон Фридли (фр. Simon Friedli, род. 22 июля 1991 года) — швейцарский бобслеист-пилот, выступающий за сборную Швейцарии как пилот с 2018 года. Бронзовый призёр чемпионата мира 2016 года и серебряный призёр чемпионата Европы 2020 года. Участник зимних Олимпийских игр 2018 и 2022 годов. 

## Спортивная карьера
Фридли в детстве занимался лёгкой атлетикой, специализировался в беге с барьерами. С 2011 года начал выступления на международных соревнованиях по бобслею. В экипажах четвёрках в составе швейцарской команды стал бронзовым призёром чемпионата мира 2016 года, который состоялся в Иглсе. В 2015 году на этапе Кубка мира в Сочи в паре с Рико Петером одержали победу.  
В 2018 году Симон начал выступать как пилот двоек и четвёрок на этапах Кубка Европы, однако на зимних Олимпийских играх в Пхёнчхане Фридли выступал в составе четвёрки Рико Петера. Этот экипаж четвёрок занял 4-е место. В двойках же в паре с Рико Петером стали 11-ми. 
1 февраля 2020 года он как пилот дебютировал на этапах Кубка мира. В этом же году на чемпионате Европы в Сигулде завоевал серебряную медаль в двойках, в паре с Грегори Джонсом. 
В 2022 году представлял Швейцарию на зимних Олимпийских играх в Пекине. В двойках вместе с Андреасом Хаасом занял 18-е место, а в четвёрках его экипаж был 24-м.
По итогам сезона 2023/2024 годов на Кубке мира среди экипажей четвёрок стал четвёртым, а среди двоек шестым.  

## Примечание
1. ↑  Simon FRIEDLI | Profile | World Athletics. worldathletics.org. Дата обращения: 30 марта 2024. Архивировано 27 февраля 2024 года.
2. ↑  Швейцарцы Рико Петер и Симон Фридли победили в бобах-двойках на этапе Кубка мира в Сочи - ТАСС. TACC. Дата обращения: 30 марта 2024. Архивировано 11 августа 2023 года.
3. ↑  Bobsleigh | Athlete Profile: Simon FRIEDLI - Pyeongchang 2018 Olympic Winter Games. web.archive.org (18 февраля 2018). Дата обращения: 30 марта 2024. Архивировано из оригинала 18 февраля 2018 года.